# Sabri Sarıoğlu
Sabri Sarıoğlu , né le 26 juillet 1984 à Çarşamba, est un footballeur turc qui jouait en tant que latéral droit.

## Biographie
Formé au club de Galatasaray, il intègre pour la première fois l'effectif à l'occasion du match qui oppose le Galatasaray SK à Gençlerbirliği SK lors de la saison 2000-2001. Il quitte la réserve pour définitivement intégrer l'équipe en 2003-2004. Très vite, il se distingue par ses accélérations qui lui valent le surnom de "Speedy Gonzales", ainsi que sa force de frappe. Sa carrière monte en flèche alors que le club décide de suivre une politique de rajeunissement. Il devient même capitaine le temps de quelques matchs.
Lancé alors comme la nouvelle star du football turc, Sabri attire l'attention des plus grands club européens. Mais son équipe, alors en pleine mutation, peine à obtenir des résultats satisfaisants. D'autant plus que Sabri, ailier droit de formation, se retrouve contraint d'évoluer en tant qu'arrière latéral droit, faute de joueurs formés pour ce poste au sein de l'effectif. Il est alors amené à faire beaucoup d'erreurs défensives, qu'il tente tant bien que mal à combler par sa rapidité et sa combativité. Un tempérament explosif ainsi qu'un manque d'expérience font de lui un joueur très critiqué. Il est même écarté du groupe en janvier 2008 pour manque de discipline par son entraîneur de l'époque Karl-Heinz Feldkamp, avant d'être réintégré quelques jours plus tard. Il est auteur néanmoins de grandes performances comme en 2006 d'un but spectaculaire contre Bursaspor dont la vidéo a fait le tour sur Internet, ainsi que du dernier but marqué dans les derniers instants du match face aux Girondins de Bordeaux qui qualifie son équipe pour les huitièmes de finale. Il devient progressivement un joueur très convoité et se hissant jusqu'en équipe nationale avec laquelle il dispute de nombreux matchs (dont ceux de l'Euro 2008).
Il ne joue pas trop lors des saisons 2011-2012 et 2012-2013. Il délivre tout de même une passe décisive à Wesley Sneijder, lors du quart de finale retour de la Ligues des Champions contre le Real Madrid. Le score final est de 3-2 pour les turcs, mais cela ne suffira pas pour se qualifier pour les demi-finales à cause du match aller perdu 3-0.
Il quitte le club de Galatasaray en 2017 après y être resté 15 saisons avec 15 trophées à la clé. Il part ensuite du côté du club de Göztepe (club d'Izmir). Il met finalement un terme à sa carrière une année plus tard. Il est aujourd'hui considéré comme une légende du club de Galatasaray au côté de Metin Oktay, Bülent Korkmaz et Hakan Şükür.

## Palmarès

### En club
- Champion de Turquie 2002, 2006, 2008, 2012, 2013 et 2015 avec Galatasaray
- Vainqueur de la Coupe de Turquie en 2005, 2014, 2015 et 2016 avec Galatasaray
- Vainqueur de la Supercoupe de Turquie en 2008, 2012 et 2013 avec Galatasaray

### En sélection
- Demi-finaliste de l'Euro 2008 avec l'équipe de Turquie